# Saint-Prancher
Saint-Prancher é uma comuna francesa na região administrativa do Grande Leste, no departamento de Vosges. Estende-se por uma área de 4.41 km². Em 2010 a comuna tinha 80 habitantes (densidade: 18,1 hab./km²).